# Hauptuntersuchung (Bahn)
Die Untersuchungen von Eisenbahnfahrzeugen (in der Sprache der Eisenbahner nur üblich: Revisionen oder Hauptuntersuchungen) sind in Deutschland unter anderem durch die Eisenbahn-Bau- und Betriebsordnung (EBO) vorgeschrieben. In § 32 wird gefordert, dass vor der ersten Inbetriebnahme jedes Eisenbahnfahrzeug eine Abnahmeuntersuchung durchlaufen muss, mit der der betriebssichere Zustand kontrolliert und dokumentiert werden soll. Dabei sind alle mit der Herstellung des Schienenfahrzeuges verbundenen Dokumente, wie Konstruktionszeichnungen, Berechnungen, Materialnachweise, Fertigungs- und Prüfprotokolle etc. vorzulegen. 
Alle 6 Jahre müssen Eisenbahnfahrzeuge planmäßig wiederkehrend untersucht werden. Diese Frist darf, je nach Zustand des betreffenden Fahrzeuges mehrmals, pro Verlängerung bis zu ein Jahr, auf maximal acht Jahre verlängert werden. 
Wiederkehrende Untersuchungen an Schienenfahrzeugen werden in Deutschland überwiegend in den Werkstätten der Bahnbetriebe oder der Fahrzeughersteller durchgeführt. Es gibt auch einige Unternehmen, die sich auf die Aufarbeitung und Untersuchung von Fahrzeugen spezialisiert haben.  

## Instandhaltungsstufen
Die Instandhaltung von Eisenbahnfahrzeugen wird in festgelegten Stufen (IS) vorgenommen. Die Zeitintervalle richten sich entweder nach festen Zeitfristen oder nach Laufkilometer. Im Folgenden eine Übersicht der aktuell (Stand 2017) von der DB durchgeführten Instandhaltungen:

### Schadensreparaturen / Kleinarbeiten
| Bezeichnung | alte Entsprechung | Bemerkung                                                                   | Triebfahrzeuge | Lokomotiven | Reisezugwagen | Güterwagen | Nebenfahrzeuge |
| ----------- | ----------------- | --------------------------------------------------------------------------- | -------------- | ----------- | ------------- | ---------- | -------------- |
| IS 010      | -                 | außerplanmäßige Instandsetzung von leichten Schäden, Behebung im Zugverband | X              | X           | X             | -          | -              |
| IS 020      | 0.1               | außerplanmäßige Instandsetzung von leichten Schäden                         | X              | X           | X             | X          | X              |
| IS 030      | 0.3               | Bedarfsreparatur, auch Lackarbeiten                                         | X              | X           | X             | X          | X              |
| IS 031      | -                 | mobile Reparatur                                                            | X              | X           | X             | X          | X              |
| IS 040      | -                 | Reparatur von Schäden durch Dritte                                          | X              | X           | X             | X          | -              |
| IS 043      | -                 | Behebung Graffiti-Schäden                                                   | X              | X           | X             | -          | -              |
| IS 046      | -                 | Behebung Schäden durch Personenunfall                                       | X              | X           | X             | -          | -              |
| IS 047      | -                 | Behebung Schäden durch Wildunfall                                           | X              | X           | X             | -          | -              |
| IS 050      | -                 | Unterflur-Drehbank-Arbeiten an Radsätzen (UFD)                              | X              | X           | X             | X          | X              |
| IS 061      | -                 | Reparatur an Privatgüterwagen                                               | -              | -           | -             | X          | -              |
| IS 070      | -                 | Reparatur an Güterwagen (EUROP-Wagen)                                       | -              | -           | -             | X          | -              |
| IS 090      | 0.9               | Instandsetzung von schweren Unfallschäden mit Wert über 5.000 EUR           | X              | X           | X             | X          | X              |
| IS 951      | -                 | Außenreinigung                                                              | X              | X           | X             | -          | -              |
| IS 956      | -                 | Innenreinigung, Reinigung der Laufwerke und Maschinenanlagen                | X              | X           | -             | X          | -              |
| IS 970      | -                 | Vorräte ergänzen (bspw. Tanken von Kraftstoffen)                            | X              | X           | -             | -          | -              |

### Zuginspektionen
| Bezeichnung | alte Entsprechung | Bemerkung                                                     | Triebfahrzeuge | Lokomotiven | Reisezugwagen | Güterwagen | Nebenfahrzeuge |
| ----------- | ----------------- | ------------------------------------------------------------- | -------------- | ----------- | ------------- | ---------- | -------------- |
| IS 100      | -                 | Laufwerkskontrolle oder Zuginspektion                         | X              | X           | X             | X          | X              |
| IS 170      | -                 | Zuginspektion ohne Untersuchungsgrube oder andere Hilfsmittel | X              | -           | X             | -          | -              |
| IS 180      | -                 | Zuginspektion mit erhöhtem Aufwand                            | X              | -           | X             | -          | -              |
| IS 200      | -                 | Allgemeine Nachschau                                          | X              | X           | X             | -          | -              |

### Fristarbeiten
| Bezeichnung | alte Entsprechung | Bemerkung                                              | Triebfahrzeuge | Lokomotiven | Reisezugwagen | Güterwagen | Nebenfahrzeuge |
| ----------- | ----------------- | ------------------------------------------------------ | -------------- | ----------- | ------------- | ---------- | -------------- |
| IS 420      | -                 | Radsatzvermessung                                      | X              | X           | X             | X          | -              |
| IS 510      | F1                | Fristarbeit                                            | X              | -           | X             | -          | -              |
| IS 517      | F1                | Frist mit Sommer-/Winter-Festmachung                   | X              | X           | X             | -          | -              |
| IS 520      | F2                | Fristarbeit, unter anderem Prüfung von Transformatoren | X              | X           | X             | X          | X              |
| IS 527      | F2                | Frist mit Sommer-/Winter-Festmachung                   | X              | X           | X             | -          | -              |
| IS 530      | F3                | Fristarbeit                                            | X              | X           | -             | -          | -              |
| IS 540      | F4                | Fristarbeit                                            | X              | X           | -             | -          | -              |
| IS 550      | F5 / F6           | Fristarbeit                                            | X              | X           | -             | -          | -              |
| IS 560      | Br 1.1 / Br 1.2   | Bremsuntersuchung                                      | X              | X           | -             | -          | -              |
| IS 580      | Br 2              | Bremsuntersuchung                                      | X              | X           | -             | -          | -              |
| IS 590      | Br 3              | Bremsuntersuchung                                      | X              | X           | -             | -          | -              |
| IS 935      | -                 | kleine Frist (3 Monate) der Indusi und des ZBF         | X              | X           | X             | -          | -              |
| IS 936      | -                 | große Frist (6 Monate) der Indusi und des ZBF          | X              | X           | X             | -          | -              |

### Revisionen
| Bezeichnung | alte Entsprechung | Bemerkung | Triebfahrzeuge | Lokomotiven | Reisezugwagen | Güterwagen | Nebenfahrzeuge |
| ----------- | ----------------- | --- | -------------- | ----------- | ------------- | ---------- | -------------- |
| IS 600      | 1.0               | EBO-Untersuchung mit vermindertem Aufwand (z. B. erste Revision nach Neubau oder Umbau), teilweise mit Hersteller-Gewährleistung                                                                 | X              | X           | X             | X          | X              |
| IS 610      | -                 | Laufleistungs- und lastabhängige Revision für Güterwagen (Larsyg) | -              | -           | -             | X          | -              |
| IS 630      | -                 | Zustandsbezogene Hauptuntersuchung (HU) mit erforderlichen Mindestarbeiten (Arbeitsumfang nach Auftrag des Kunden)                                                                               | X              | X           | X             | X          | X              |
| IS 650      | -                 | EBO-Untersuchung von ICE-Triebfahrzeugen in den Ausbesserungswerken Krefeld-Oppum oder Nürnberg oder den Betriebswerken München, Frankfurt-Griesheim, Berlin-Rummelsburg oder Hamburg-Eidelstedt | X              | -           | -             | -          | -              |
| IS 660      | 2.8               | Letzte Revision (Auslaufuntersuchung) vor der Ausmusterung | X              | X           | X             | X          | X              |
| IS 662      | -                 | vereinfachte Untersuchung für Triebwagen mit Verlängerung der Fristen um 2 Jahre | X              | -           | -             | -          | -              |
| IS 670      | 2.1               | Erste Revision nach Neu- oder Umbau (inklusive IS 580) | X              | X           | X             | X          | X              |
| IS 680      | 2.4               | Vereinfachte Revision (inklusive IS 580) | X              | X           | X             | X          | X              |
| IS 693      | 2.9               | Revision mit Beseitigung von Unfallschäden | X              | X           | X             | X          | X              |
| IS 700      | 2.0               | Revision ohne Anstricherneuerung | X              | X           | X             | X          | X              |
| IS 703      | 3.0               | Revision mit Anstricherneuerung (Neulack) | X              | X           | X             | -          | -              |
| IS 710      |                   | Revision, modulare Instandhaltung mit bestimmten Arbeitspaketen | X              | X           | X             | X          | X              |
| IS 730      | -                 | Vereinfachte Revision von Güterwagen (inklusive IS 560) mit Verlängerung der Fristen um 3 Jahre                                                                                                  | -              | -           | -             | X          | -              |
| IS 770      | -                 | Vereinfachte Revision (inklusive IS 560) | X              | X           | X             | X          | X              |
| IS 783      | 3.7               | Revision mit umfangreicher Instandsetzung und Anstricherneuerung (Neulack) | X              | X           | X             | -          | -              |
| IS 790      | 3.9               | Revision mit umfangreicher Reparatur von schweren Unfallschäden (IS 090) ohne Anstricherneuerung                                                                                                 | X              | X           | X             | -          | -              |
| IS 793      | 3.9               | Revision mit umfangreicher Reparatur von schweren Unfallschäden (IS 090) mit Anstricherneuerung (Neulack)                                                                                        | X              | X           | X             | -          | -              |

### Abnahme / große Instandsetzung / Sonderarbeiten
| Bezeichnung | alte Entsprechung | Bemerkung | Triebfahrzeuge | Lokomotiven | Reisezugwagen | Güterwagen | Nebenfahrzeuge |
| ----------- | ----------------- | --- | -------------- | ----------- | ------------- | ---------- | -------------- |
| IS 803      | 4.0               | Grundinstandsetzung mit Neulackierung | X              | X           | X             | X          | X              |
| IS 820      | -                 | Herrichtung von Güterwagen zum Weiterbetrieb | -              | -           | -             | X          | -              |
| IS 880      | 5.0               | Fahrzeugumbau | X              | X           | X             | -          | X              |
| IS 910      | Abn.              | Abnahme neuer Fahrzeuge | X              | X           | X             | X          | X              |
| IS 921      | -                 | Gewährleistungsarbeiten durch Hersteller (Durchsicht)                                                                                                 | X              | X           | X             | -          | -              |
| IS 924      | -                 | Probezerlegung | X              | X           | X             | -          | -              |
| IS 925      | -                 | Sonderarbeiten (beispielsweise Redesign bei Triebzügen oder Reisezugwagen)                                                                            | X              | X           | X             | X          | X              |
| IS 926      | -                 | Umbauten oder Herrichtung für Versuchsfahrten | X              | X           | X             | X          | X              |
| IS 930      | -                 | Sehr vereinfachte Untersuchung / Auslaufuntersuchung, die im Heimat-Betriebshof ausgeführt werden kann. (Laufkilometerstand bleibt dabei unverändert) | X              | X           | X             | X          | X              |
| IS 941      | +, ++             | Ausmusterung, Verschrottung | X              | X           | X             | X          | X              |

## Anschlussbahn
Für Fahrzeuge von Werkbahnen gilt häufig nicht die EBO, sondern die Verordnung über den Bau und Betrieb von Anschlussbahnen (BOA) des jeweiligen Bundeslandes. Da es sich hier um Landesrecht handelt, sind die Vorschriften nicht deutschlandweit eindeutig. Die Hauptuntersuchungsfrist ist aber einheitlich geregelt: Alle vier Jahre ist eine HU durchzuführen, Verlängerungen sind maximal um drei Jahre (also auf maximal sieben Jahre) zulässig.

## Straßenbahn, U-Bahn
Bei Straßenbahnen gilt die Verordnung über den Bau und Betrieb der Straßenbahnen (BOStrab), die eine Untersuchung der Fahrzeuge nach einer Laufleistung von maximal 500.000 km (bzw. spätestens acht Jahren) vorschreibt.